# Stanisław Wieczorek (urzędnik)
Stanisław Wieczorek (ur. 1907, zm. ?) – polski urzędnik, prezydent Częstochowy od 18 czerwca 1947 do marca 1949 roku.

## Życiorys
Stanisław Wieczorek urodził się 12 listopada 1907 roku w Mińsku Mazowieckim, gdzie ukończył gimnazjum. Studia odbył we Lwowie, następnie od lipca 1932 roku do wybuchu II wojny światowej pracował w administracji. Okupację spędził w Warszawie, gdzie zaangażowany był w działalność konspiracyjną, początkowo w AK, potem AL. W 1942 roku aresztowany przez Niemców za posiadanie broni i materiałów wybuchowych, sześć miesięcy spędził w więzieniu, odbity z trasnportu do obozu koncentracyjnego. Walczył w powstaniu warszawskim jako dowódca 5 Kompanii AL, operował na Starym Mieście. Po upadku stolicy wydostał się z miasta i dotarł do Skierniewic, gdzie kontynuował działalność konspiracyjną. Od 1 lutego 1945 roku pracownik starostwa powiatowego w Częstochowie, następnie od 18 czerwca 1947 roku prezydent Częstochowy. Odwołany z funkcji w marcu 1949 roku, został prezydentem Radomia.